# Mabel's Adventures
Mabel's Adventures er en amerikansk stumfilm fra 1912 af Mack Sennett.

## Medvirkende
- Mabel Normand som Mabel
- Fred Mace
- Ford Sterling